# Fundación Militar para la Libertad Religiosa
La Military Religious Freedom Foundation (Lit. Fundación para la libertad religiosa militar) es una organización observatorio del gobierno y los derechos civiles cuyo objetivo es asegurarse de que los miembros de las Fuerzas Armadas de los Estados Unidos reciban la garantía constitucional de la libertad religiosa, la que incluye la ausencia de ella entre sus miembros, según lo establece la Primera  Enmienda.

## Misión
De acuerdo con su sitio web, la Fundación tiene como misiones concretas:
- Ninguna religión ni filosofía religiosa debe encontrarse sobre otra en el ejército.
- Ningún miembro de las Fuerzas Armadas puede ser obligado a participar en ninguna religión ni filosofía religiosa concreta
- Ningún miembro de las Fuerzas Armadas puede ser obligado a participar en ningún ejercicio religioso.
- Ningún miembro de las fuerzas armadas puede ser obligado a reducir - excepto en circunstancias muy limitadas cuando impacta directamente en la disciplina militar, moral y la finalización con éxito de un objetivo militar concreto - el libre ejercicio de sus prácticas o creencias religiosas.
- Los estudiantes en las academias militares en Estados Unidos tienen derecho a los mismos derechos constitucionales relativos a la libertad religiosa y el libre ejercicio de las libertades que los demás miembros de las Fuerzas Armadas.
- Ningún miembro de las Fuerzas Armadas puede ser obligado a soportar proselitismo religioso no deseado, evangelización o persuasión de ninguna clase en un cuartel militar y / o por un superior militar o empleado civil del ejército.
- El ejercicio pleno de la libertad religiosa incluye el derecho de no suscribirse a ninguna determinada religión o filosofía religiosa.
- Es responsabilidad de la jerarquía militar asegurar que se respeta el libre ejercicio de la libertad religiosa de todo el personal alistado.
- Todo el personal militar tiene el derecho de emplear las vías judiciales adecuadas para proteger sus derechos religiosos.